# Ionofor

Ionfori purtători și ionfori tip canal.
(a) Ionforii purtători leagă reversibil ionii și îi transportă prin membranele celulare.
(b) Ionoforii canal creează canale în membranele celulare pentru a facilita transportul ionilor.

În chimie, un ionofor (din greacă ion și -for „purtător de ioni”) este o specie chimică care leagă în mod reversibil ioni. Mulți ionfori sunt entități solubile în lipide care transportă ioni prin membrana celulară. Ionoforii catalizează transportul ionilor prin membrane hidrofobe, cum ar fi membranele polimerice lichide (electrozi selectivi de ioni pe bază de purtători) sau bistraturile lipidice care se găsesc în celulele vii sau în vezicule sintetice (lipozomi). Din punct de vedere structural, un ionfor conține un centru hidrofil și o porțiune hidrofobă care interacționează cu membrana.
Unii ionofori sunt sintetizați de microorganisme pentru a importa ioni în celulele lor. De asemenea, au fost preparați purtători sintetici de ioni. Ionoforii selectivi pentru cationi și anioni au numeroase aplicații în analiză. De asemenea, s-a demonstrat că acești compuși au diverse efecte biologice și un efect sinergic atunci când sunt combinați cu ionul de care se leagă.